# Zemská cesta

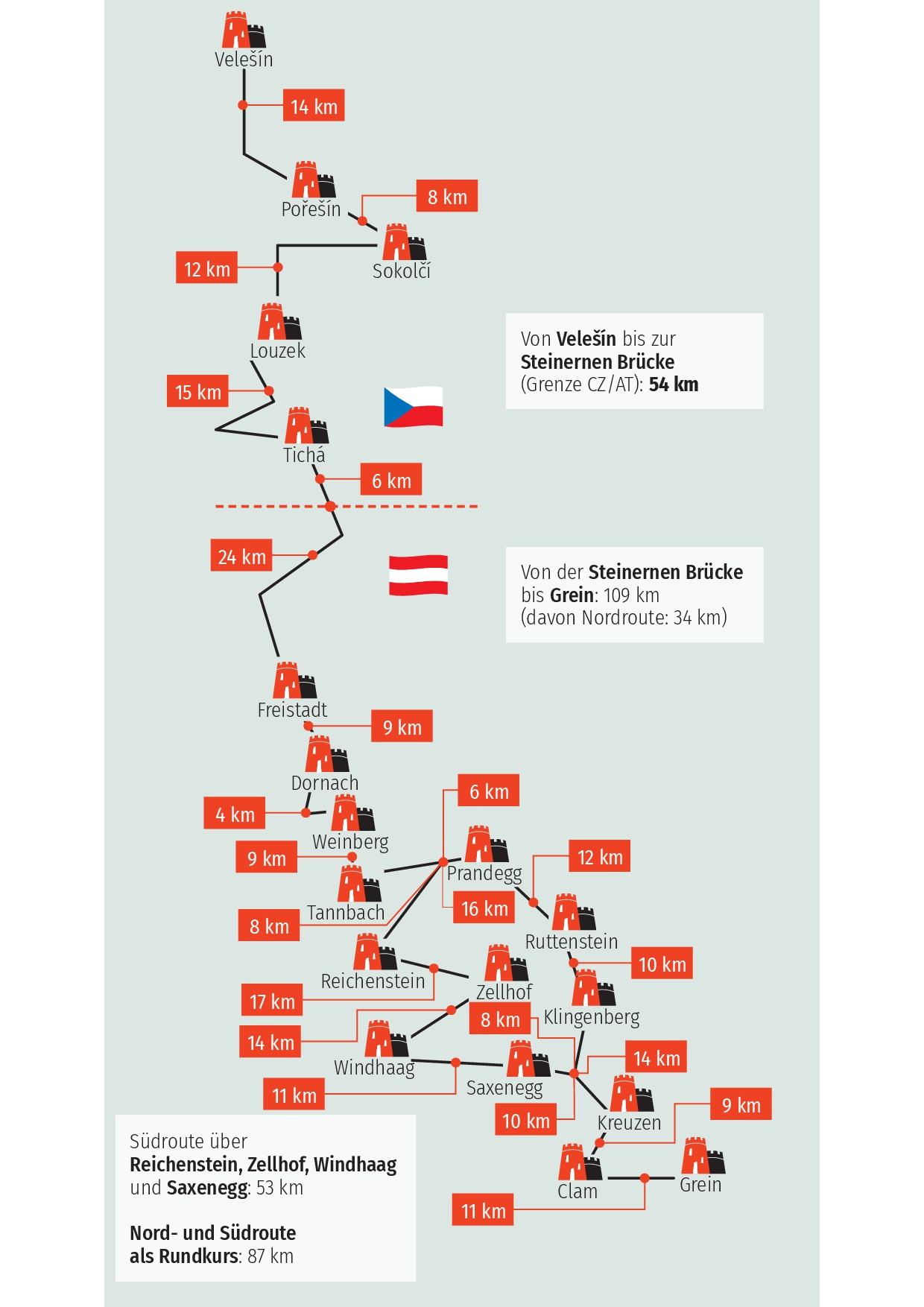
schema cesty

Zemská cesta je česko–rakouský projekt na propagaci turistických destimací (hradů a zámků) v Jižních Čechách a v rakouském Mühlviertelu. Projekt je zařazen do mezinárodního programu INTERREG. Český název projektu byl iniciován budovatelským dílem Přemysla Otakara II., který nechal dosavadní zemskou stezku mezi Lincem a Jižními Čechami upravit a rozšířit. Rakouský název projektu zní Burgen und Schlösserweg. Celá trasa je dlouhá cca 215 km.
Projekt zahrnuje tyto hrady, tvrze a zámky: Velešín, Pořešín, Sokolčí, Louzek a Tichá, na české straně. Freistadt, Dornach, Weinberg, Tannbach, Prandegg, Ruttenstein, Klingenberg, Kreuzen, Clam a Greinburg na rakouské straně. Na jižní rakouské trase také Reichenstein, Zellhof, Windhaag a Saxenegg.

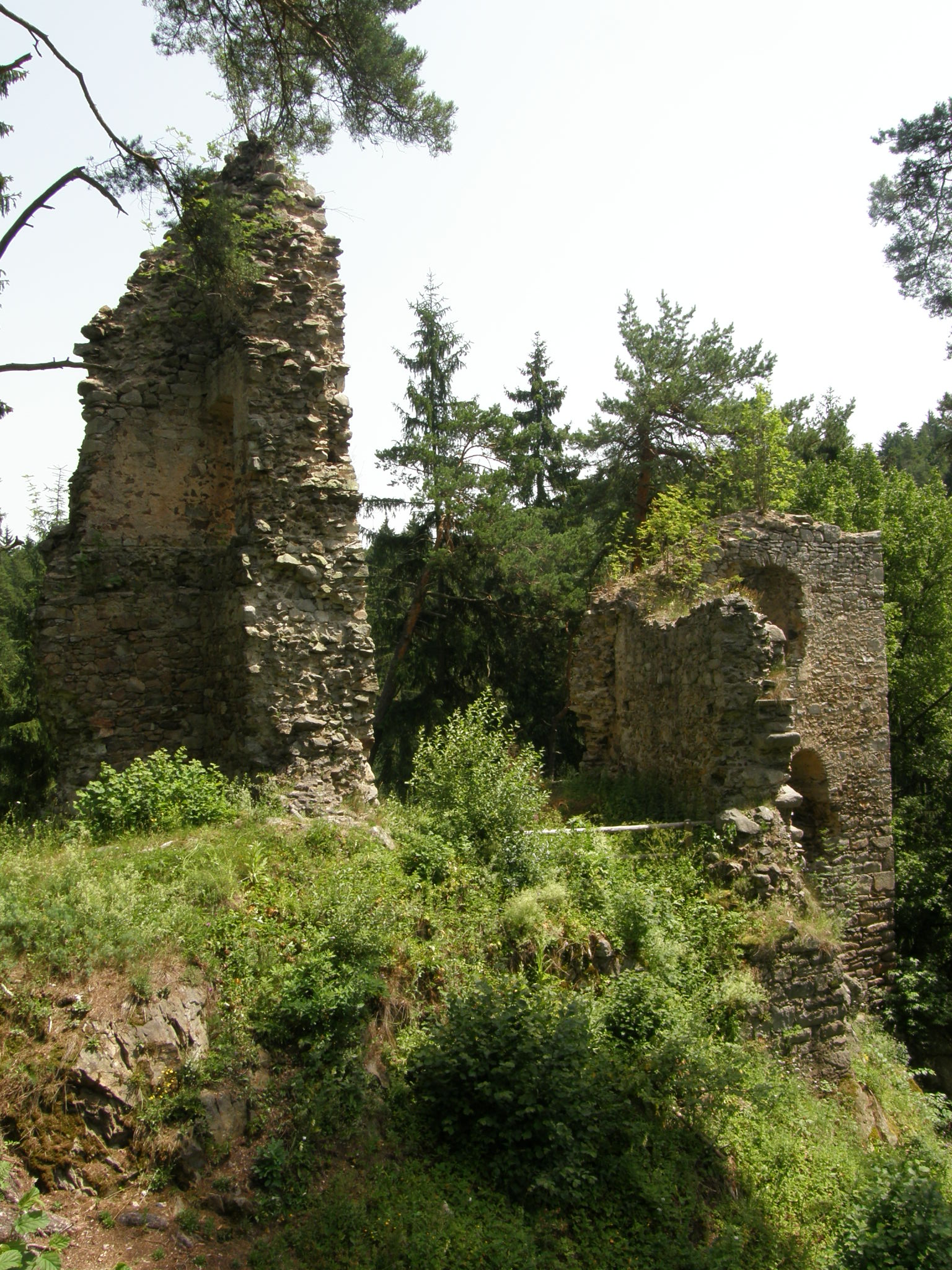
Zřícenina hradu Louzek